# آساکا، سایتاما
آساکا در استان سایتاما در کشور ژاپن واقع شده است که دارای جمعیت ۱۲۶٬۹۰۲ نفر و مساحت ۱۸٫۳۸ کیلومتر مربع با تراکم جمعیت ۶٬۹۰۴ نفر در کیلومترمربع است و در تاریخ ۱۵ مارس ۱۹۶۷ به عنوان شهر شناخته شد.